# Orta mezar
Staré lázně Orta mezar (bulharsky Стария хамам ("баня") Орта мезар (Starija chamam ("baňa") Orta mezar)), nazývané také Židovské lázně (bulharsky Eврейска баня (Evrejska baňa)) jsou bývalé turecké lázně z 15. století, nacházející se blízko bývalé mešity Taš kjuprju v centrální části města Plovdiv v jižním Bulharsku. Budova má přiznán status kulturní památky.

## Charakteristika a dějiny
Staré lázně Orta mezar jsou jedna z nejstarších budov v Plovdivu. Vznikly v 15. století poté, co zde Turci po obsazení města začali budovat vlastní čtvrť pro své správce. Orta mezar se dá přeložit jako "centrální hřbitov" a místní tuto část města nazývali takto z toho důvodu, že se v ní jednotlivé části hřbitova části střídaly s obytnými. Ve čtvrti žilo během její historie turecké a židovské obyvatelstvo. Většina starých domů bývalé čtvrti byla zbořena v 80. letech 20. století. Lázně však zůstaly zachovány a dlouho nebyla budova nijak využívána. V roce 2005 byly prodána do soukromých rukou a fungovaly jako prodejna a sklad nábytku. Do budoucna měla být z budovy udělána umělecká kavárna. V únoru roku 2016 nicméně budovu postihl rozsáhlý požár, který ji vážně poškodil. V současnosti je v havarijním stavu.

## Galerie

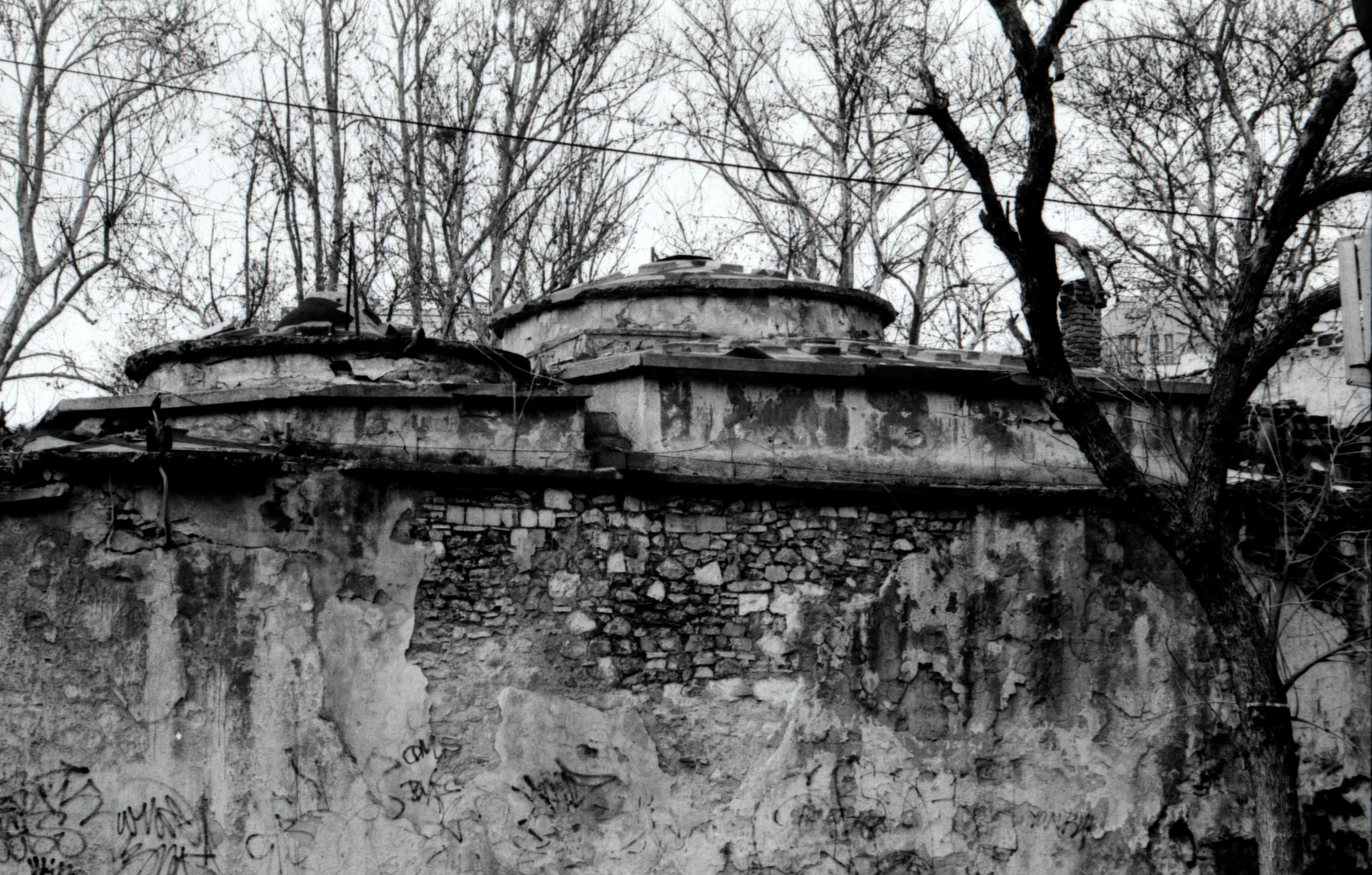
Staré kúpele Orta Mezar - detail části střechy
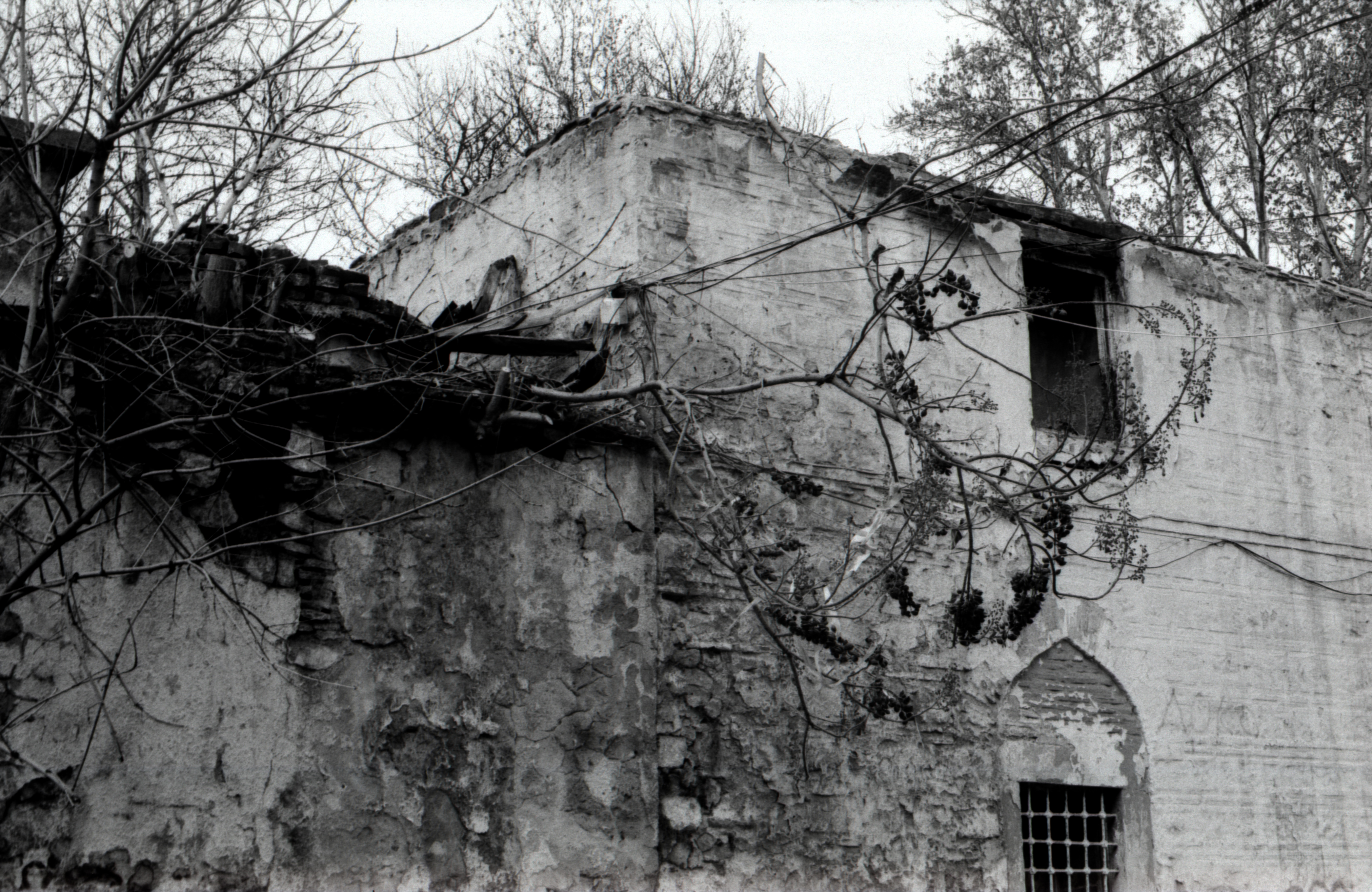
Staré kúpele Orta Mezar - detail části střechy
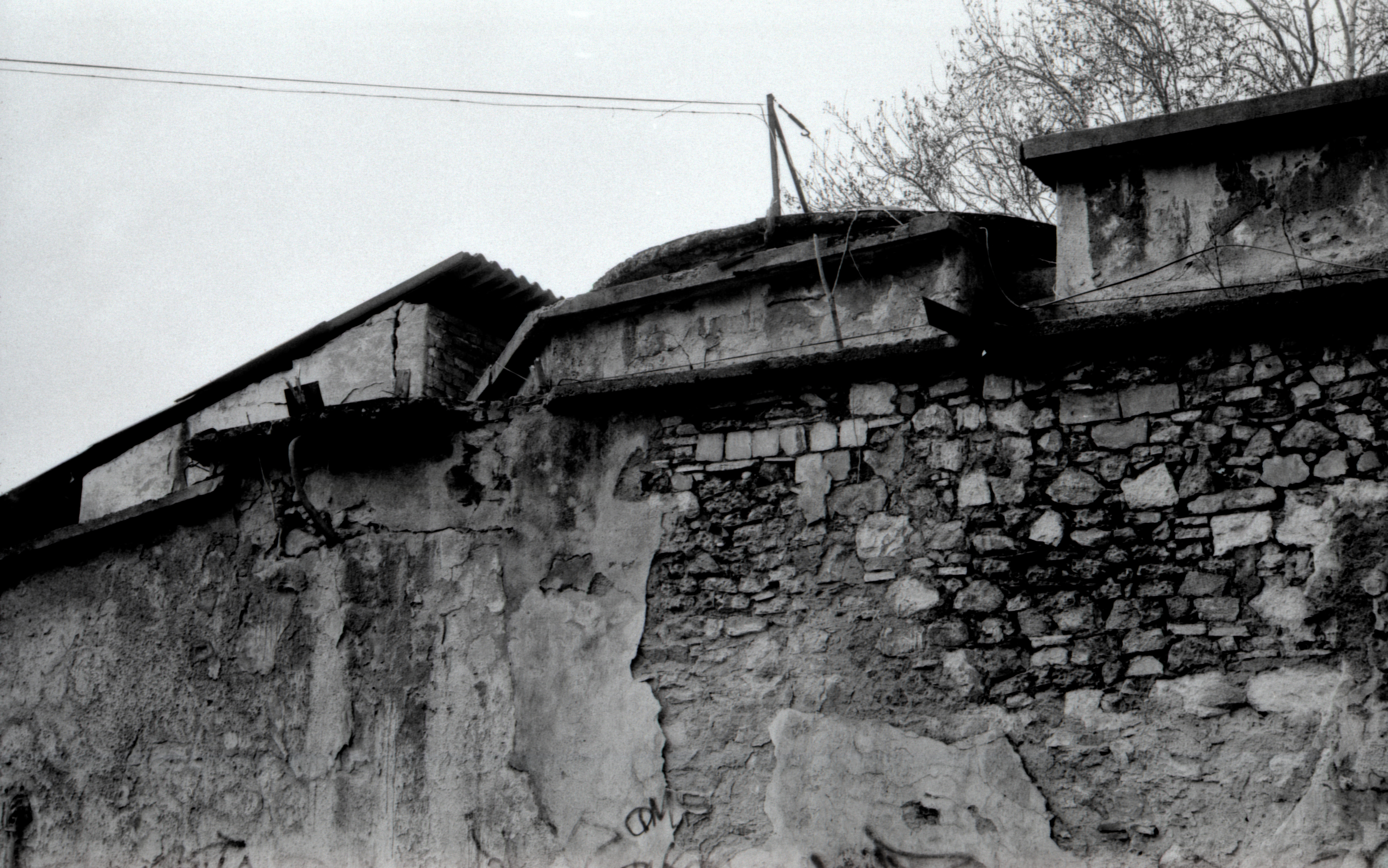
Staré kúpele Orta Mezar - detail části střechy
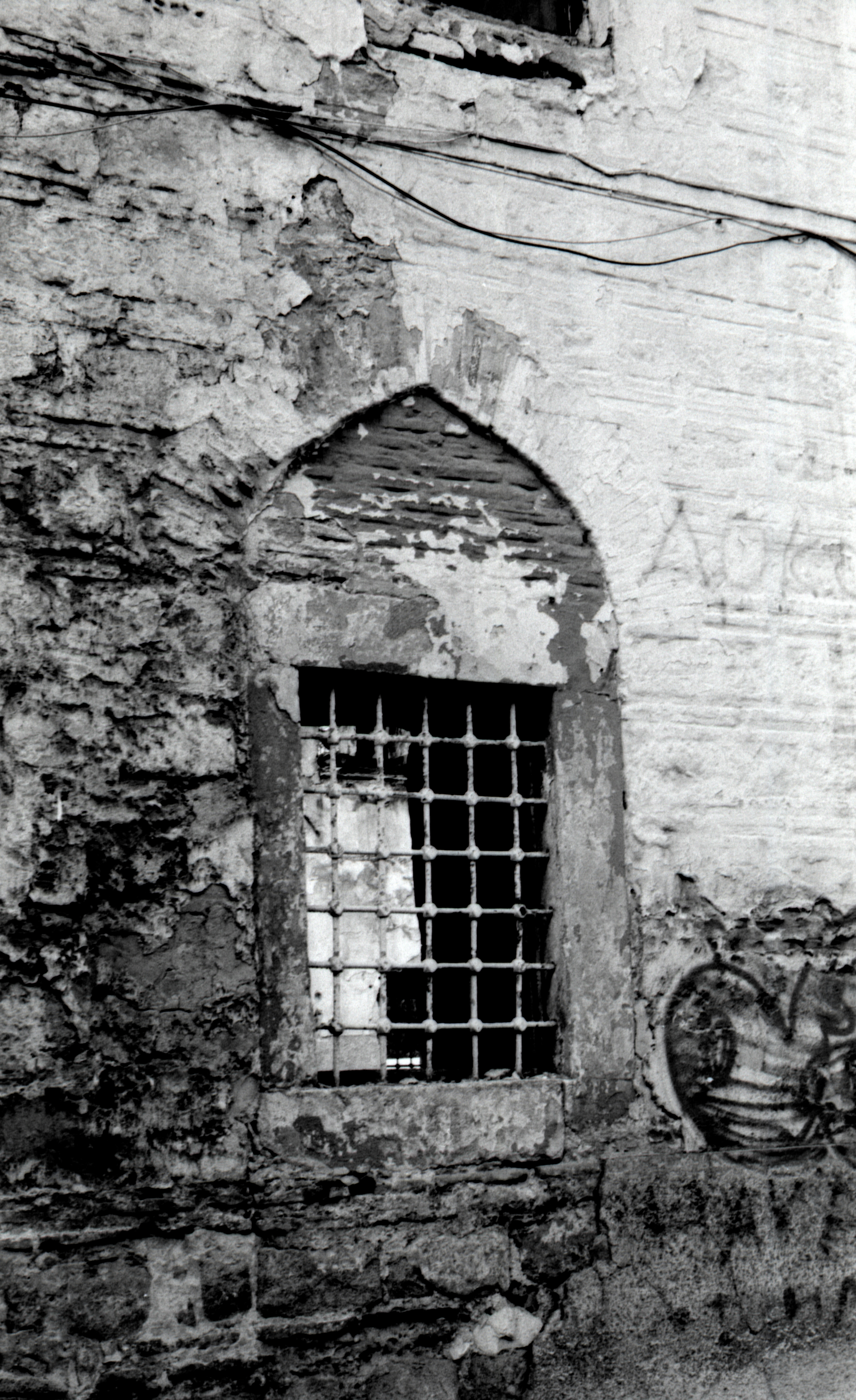
Staré kúpele Orta Mezar - detail okna
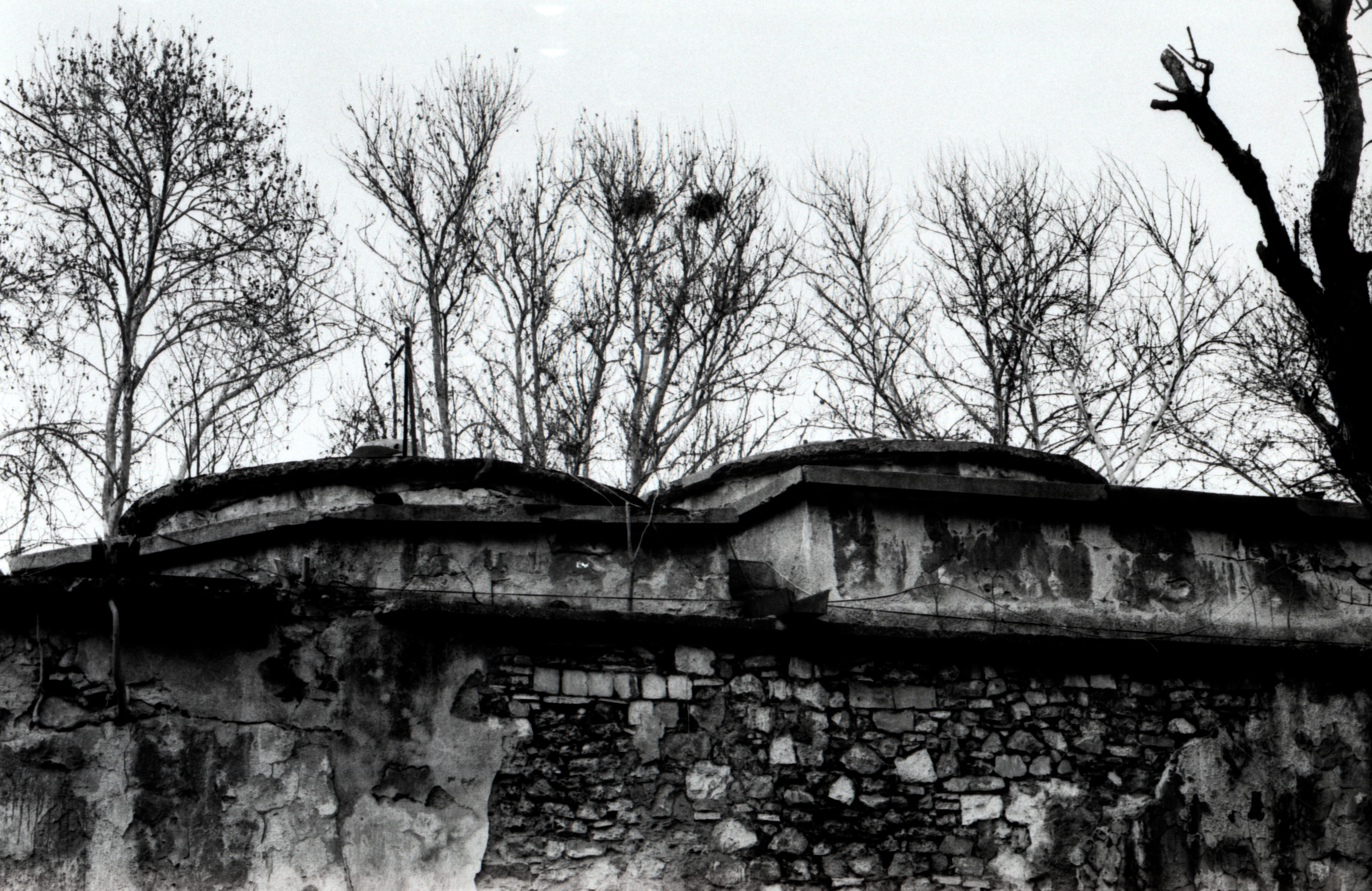
Staré kúpele Orta Mezar - detail části střechy
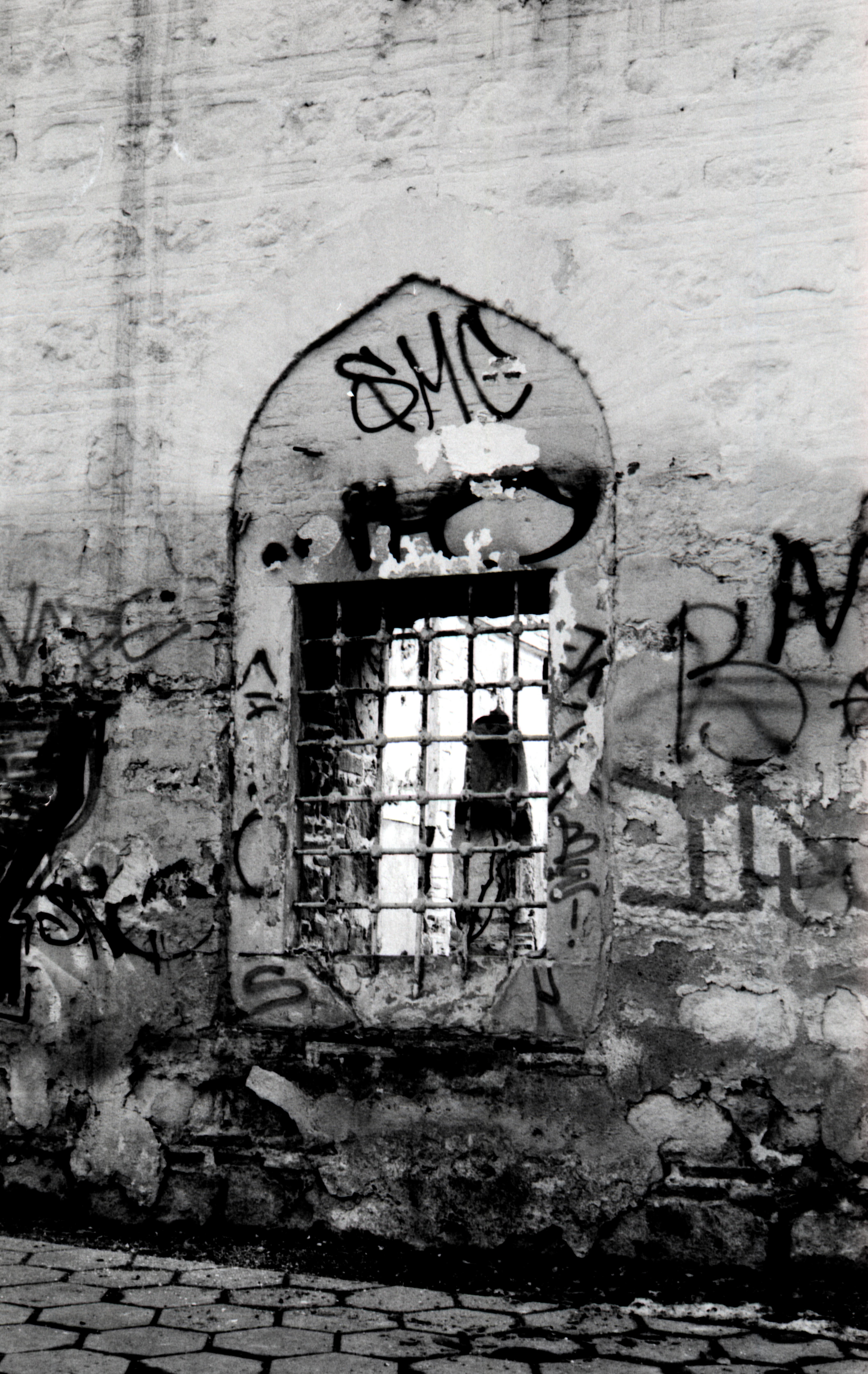
Staré kúpele Orta Mezar - detail okna
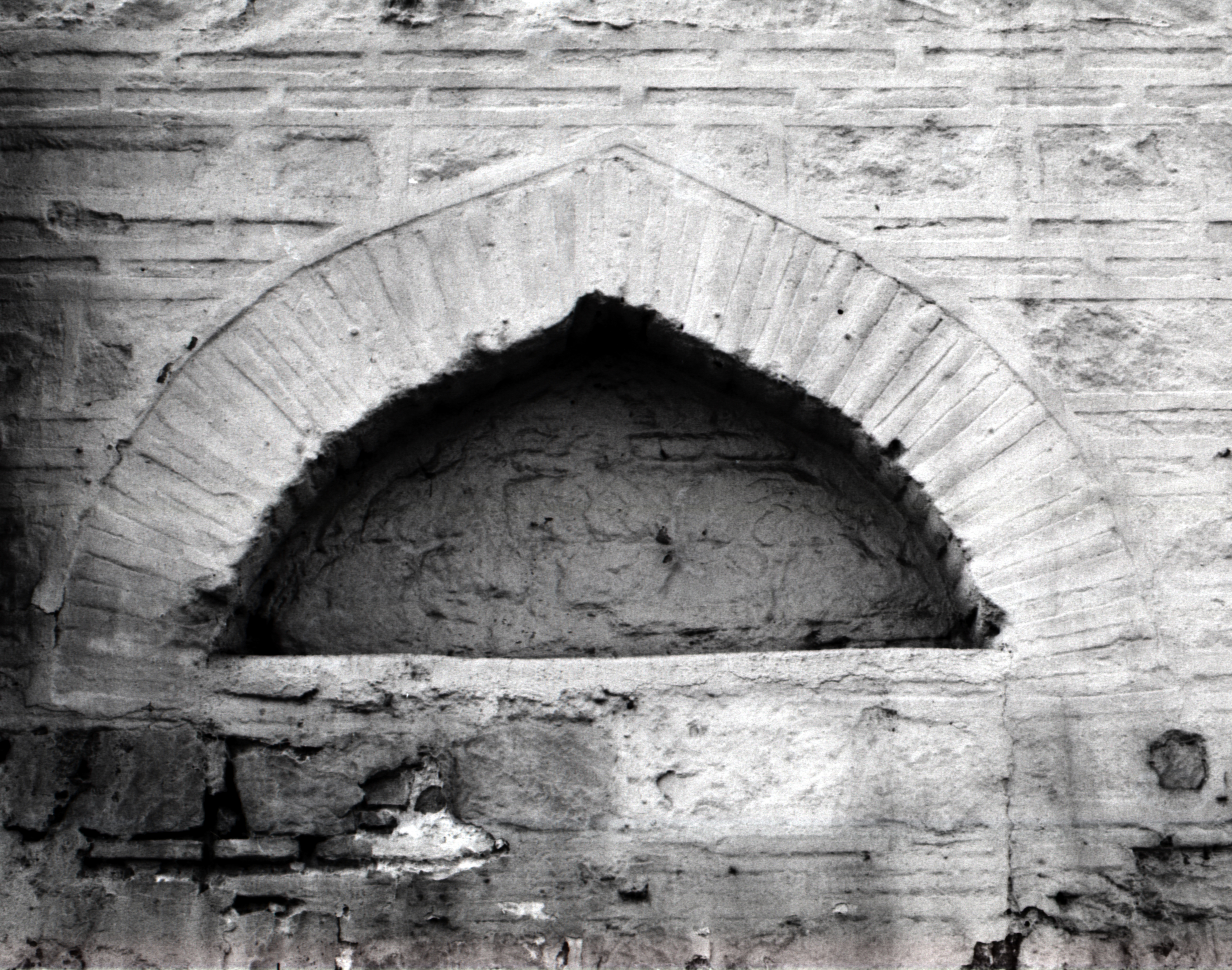
Staré kúpele Orta Mezar - detail